# Starcastle
A Starcastle amerikai progresszív rock együttes, amely 1967-ben alakult az Illinois állambeli Champaign-ben.

## Története
Eleinte Pegasus, illetve Mad John Fever volt a nevük, ezeket nem sokkal később Starcastle-re változtatták. Első nagylemezüket 1976-ban jelentették meg. A zenekar Fountains of Light, Citadel és Real to Reel albumai nem fogytak olyan jól, mint a legelső nagylemezük, és az együttes több kritikát is kapott, mondván, hogy zenéjük túlzottan hasonlít a Yes zenéjére. Az együttes többször is feloszlott már: először 1967-től 1987-ig működtek, majd 1997-től 2007-ig, végül 2018-tól napjainkig. Fennállásuk alatt olyan együttesek elő-zenekarai voltak, mint a Journey, a Fleetwood Mac, a Jethro Tull vagy a Boston.

## Tagok
Jelenlegi tagok:
- George Harp – ének (1982–1987, 2017–)
- Bruce Botts – gitár, vokál (1982–1985, 1997–)

Volt tagok:
- Gary Strater – basszusgitár, Moog Taurus, vokál (1969–1987, 1997–2004; 2004-ben elhunyt)[4]
- Matt Stewart – gitár, vokál (1969–1981, 1997–2006)
- Steve Hagler – gitár, vokál (1969–1980, 2006)
- Steve Tassler – dob, vokál (1969–1980, 2006)
- Herb Schildt – billentyűk (1969–1978, 1997–2006)
- Terry Luttrell – vokál (1973–1978, 2006)
- Ralph Goldhiem – vokál, billentyűk (1979–1981)
- Mauro Magellan – dob (1980–1981)
- Scott McKenzie – dob, vokál (1982–1987)
- Mark McGee – gitár (1985–1986)
- Jimmy Wagner - billentyűk (1986)

## Diszkográfia
- 1976	Starcastle
- 1977	Fountains of Light
- 1977	Citadel
- 1978	Real to Reel
- 2001	Chronos I (válogatáslemez)
- 2002	Eleven to the Fourth Twice (Gary Strater szólóalbuma)
- 2002	Alive Beyond Recognition (Steve Tassler szólóalbuma)
- 2002	Echoes of Light (Steve és Carol Hagler albuma)
- 2006	Alive In America: Live 1978 (koncertalbum)
- 2007	Song of Times
- 2018	Alchemy (válogatáslemez)